# Filharmonia Łódzka
Artur Rubinstein filharmoni i Łódź (polsk Filharmonia Łódzka im. Artura Rubinsteina) blev grundlagt af Tadeusz Mazurkiewicz som Symfoniorkesteret i Łódź (Łódzka Orkiestra Symfoniczna). Den første koncert blev holdt den 17. februar 1915. Orkestret er efter Filharmonia Narodowa Polens ældste faste orkester. 
I begyndelsen havde orkestret intet fast sæde. Koncerterne blev blandt andet holdt i Det store teater, Ignacy Vogels koncertsal, Stanisław Staszic’ park, Helenówparken og i Hotel Grands have. I 1948 flyttede orkestret til en nyrestaureret Ignacy Vogels koncertsal (bygget i 1886) ved Dzielnagaden (i dag Gabriel Narutowicz’ gade). På grund af sin dårlige tekniske tilstand blev bygningen revet ned i 2000. En ny, moderne filharmoni blev bygget på samme sted i 2004. I mellemtiden holdt orkestret til Piotrkowska-gaden 243, og gæstespillede i St. Matteus kirke.
Den nye filharmonibygning har fået et teknologisk præg, med blandt andet panoramiske elevatorer, glasvægge og elliptiske trappehuse efter tegninger af Romuald Loegler fra Kraków. Filharmonien har en stor, effektfuld hovedsal med ypperlig akustik og 800 siddepladser samt en kammersal. 
Filharmoniorkesteret har udegivet flere pladeindspillinger for både polske og udenlandske pladeselskaber. Det har gæstet verdenskendte musikere og dirigenter som Artur Rubinstein, Henryk Szeryng, David Oistrakh, Svjatoslav Richter, Mstislav Rostropovitj, Krystian Zimerman, Witold Małcużyński, Sergej Kusevitskij, Dean Dixon, Hermann Abendroth og Stanisław Skrowaczewski.
- Wikimedia Commons har flere filer relateret til Filharmonia Łódzka

## Eksterne Henvisninger
- Filharmoniens hjemmeside Arkiveret 15. juli 2007 hos  Wayback Machine

51°46′17″N 19°27′38″Ø / 51.77139°N 19.46056°Ø